# Andrea Costa
Andrea Costa (født 30. november 1851 i Imola i Italien, død 19. januar 1910) var en italiensk socialistisk aktivist. Han var en af grundlæggerne af Partito dei Lavoratori Italiani, det italienske socialistparti, i 1892, efter at have taget afstand fra sine tidligere udtrykte anarkistiske principper fra 1879. Det er muligt at hans bevæggrunde bunder i hans ægteskab med den russiske socialist Anna Kulisjov. 
Costa blev på sine ældre dage aktiv politiker; han var en overgang borgmester i Imola og deputeret til det italienske parlament.